# Ministerio de Energía y Recursos Hídricos (Israel)
El Ministerio de Energía y Recursos Hídricos de Israel (en hebreo: משרד האנרגיה והמים, transliteración: Misrad HaEnergya VeHaMayim) es el ministerio del gobierno de Israel responsable de las infraestructuras de energía y agua. Desde su creación en 1977 hasta 1996, la oficina era conocida como el Ministerio de Energía e Infraestructura, mientras que entre los años 1996 hasta 2012, era conocido como el Ministro de Infraestructura Nacional. El actual ministro es Silvan Shalom.
Reemplazó al Ministerio de Desarrollo, disuelto tres años antes. Sólo ha habido un viceministro una vez.

## Ministros
| N.º  | Nombre               | Partido                    | Duración del mandato     | Duración del mandato     |
| ---- | -------------------- | -------------------------- | ------------------------ | ------------------------ |
| 1    | Yitzhak Moda'i       | Likud                      | 20 de junio de 1977      | 5 de agosto de 1981      |
| 2    | Yitzhak Berman       | Likud                      | 5 de agosto de 1981      | 30 de septiembre de 1982 |
| (1)  | Yitzhak Moda'i       | Likud                      | 19 de octubre de 1982    | 13 de septiembre de 1984 |
| 3    | Moshe Shahal         | Alineamiento (Laborista)   | 13 de septiembre de 1984 | 15 de marzo de 1990      |
| 4    | Yuval Ne'eman        | Tehiya                     | 11 de junio de 1990      | 21 de enero de 1992      |
| 5    | Amnon Rubinstein     | Meretz                     | 13 de julio de 1992      | 7 de junio de 1993       |
| (3)  | Moshe Shahal         | Laborista                  | 13 de julio de 1992      | 9 de enero de 1995       |
| 4    | Gonen Segev          | Yiud                       | 9 de enero de 1995       | 18 de junio de 1996      |
| 5    | Yitzhak Levy         | Partido Nacional Religioso | 18 de junio de 1996      | 8 de julio de 1996       |
| 6    | Ariel Sharon         | Likud                      | 8 de julio de 1996       | 6 de julio de 1999       |
| 7    | Eli Suissa           | Shas                       | 6 de julio de 1999       | 11 de julio de 2000      |
| 8    | Avraham Shochat      | Un Israel (Laborista)      | 11 de octubre de 2000    | 7 de marzo de 2001       |
| 9    | Avigdor Lieberman    | Yisrael Beiteinu           | 7 de marzo de 2001       | 14 de marzo de 2002      |
| 10   | Effi Eitam           | Partido Nacional Religioso | 18 de septiembre de 2002 | 28 de febrero de 2003    |
| 11   | Yosef Paritzky       | Shinui                     | 28 de febrero de 2003    | 13 de julio de 2004      |
| 12   | Eliezer Sandberg     | Shinui                     | 19 de julio de 2004      | 4 de diciembre de 2004   |
| 13   | Binyamin Ben-Eliezer | Laborista                  | 10 de enero de 2005      | 23 de noviembre de 2005  |
| 14   | Roni Bar-On          | Kadima                     | 18 de enero de 2006      | 4 de mayo de 2006        |
| (13) | Binyamin Ben-Eliezer | Laborista                  | 4 de mayo de 2006        | 31 de marzo de 2009      |
| 15   | Uzi Landau           | Yisrael Beiteinu           | 31 de marzo de 2009      | 18 de marzo de 2013      |
| 16   | Silvan Shalom        | Likud                      | 18 de marzo de 2013      | 14 de mayo de 2015       |
| 17   | Yuval Steinitz       | Likud                      | 14 de mayo de 2015       | En el cargo              |

### Viceministros
| N.º | Nombre           | Partido | Duración del mandato | Duración del mandato |
| --- | ---------------- | ------- | -------------------- | -------------------- |
| 1   | Naomi Blumenthal | Likud   | 7 de marzo de 2001   | 1 de enero de 2003   |